# Josef Zschau
Josef „Jupp“ Zschau (* 7. Januar 1963) ist ein ehemaliger deutscher Fußballspieler und -trainer.

## Karriere
Jupp Zschau spielte bei den Vereinen Schwarz-Rot Aachen und Borussia Brand, ehe er 1987 zu Alemannia Aachen in die 2. Bundesliga wechselte. Dort wurde er von Beginn an regelmäßig eingesetzt und erzielte bereits in seiner ersten Saison sieben Tore. 1990 stieg er mit seiner Mannschaft in die Oberliga Nordrhein ab. Der Wiederaufstieg wurde knapp verfehlt (2.), Josef Zschau war der erfolgreichste Torschütze vereinsintern (15 Tore). Zur Spielzeit 1991/92 ging er zum Oberliga-Aufsteiger Preußen Krefeld, wo er aber nur ein Jahr blieb und danach zur Alemannia zurückkehrte. In seiner letzten Saison dort (1993/94) qualifizierte man sich für die neugeschaffene drittklassige Regionalliga.
Zschau nahm Abschied und ging nach Belgien zum nahe Aachen gelegenen KAS Eupen. Unterbrochen von einer Saison bei Borussia Freialdenhoven spielte er dort bis 2000. Der Verein trat damals in den höheren Amateurligen an. Der Aufschwung des Vereins, der heute in den Profiligen spielt, begann erst kurze Zeit später. Zschau spielte danach noch für belgische (Rot-Weiß Eynatten, KSC Lontzen) und deutsche (Arminia Eilendorf, DJK FV Haaren, VfR Aachen-Forst, JSC Aachen) Amateurklubs und begann anschließend als Trainer zu arbeiten. In dieser Funktion war er bei den Vereinen JSC Aachen (Jugend), Frisch-Froh Stolberg, VfR Aachen-Forst (Kreisliga A) und SC 09 Erkelenz (Jugend; 1. Mannschaft) tätig.

### Statistik
| Liga          | Spiele (Tore) |
| ------------- | ------------- |
| 2. Bundesliga | 68 (20)       |
| Wettbewerb    |               |
| DFB-Pokal     | 06 0(0)       |

Hinzu kommen Spiele unterhalb der 2. Bundesliga und in Belgien, für die keine vollständigen Daten vorliegen.

## Privates
Hauptberuflich ist Zschau Justizbeamter in Aachen und lebt im belgischen Hauset.